# پکاجیک (سلماس)
پکاجیک روستایی است از توابع بخش مرکزی شهرستان سلماس استان آذربایجان غربی ایران.

## جمعیت
این روستا در دهستان زولاچای قرار داشته و بر اساس سرشماری سال ۱۳۸۵ جمعیت آن ۴۴۱نفر (۱۰۹ خانوار) 
بوده است.